# Samuel Richardson
Sir. Samuel Richardson (Mackworth, 19 agosto 1689 – Londra, 4 luglio 1761) è stato uno scrittore inglese, tra i più importanti del XVIII secolo.

## Biografia
Richardson era un commerciante londinese ed aveva quindi ben poca conoscenza della letteratura colta della sua epoca. A sedici anni praticò l'apprendistato presso uno stampatore e, grazie a due matrimoni con figlie di ex datori di lavoro e alla nomina a direttore dell'ufficio londinese per la registrazione dei diritti d'autore, riuscì a migliorare la sua condizione sociale.
Nell'ambito della sua attività di stampatore ed editore negli anni '30 ristampò molte opere di Daniel Defoe.
La spinta verso la narrativa giunse da un lavoro commissionatogli, cioè un manuale concepito come una serie di lettere familiari circa la vita quotidiana, che dovevano funzionare da modello a chi avesse voluto (gente di campagna, popolo) intraprendere, una simile corrispondenza. Questo ispirò il romanzo epistolare Pamela, o la virtù premiata, che esercitò una grande influenza sul successivo romanzo sentimentale della letteratura romantica.

## Scritti
Richardson, nel manuale di lettere commissionatogli, incluse delle lettere in cui prendono forma le vicende di una giovane domestica, la quale, dopo aver subito le imbarazzanti avances del datore di lavoro, finisce per sposarlo. Queste lettere compongono la prima parte del romanzo che lo rese famoso: Pamela, o la virtù premiata (titolo originale: Pamela: Or, Virtue Rewarded), (primi due volumi 1740) che, tecnicamente, non fu il primo romanzo in forma epistolare ma sicuramente quello che venne preso a modello dagli autori successivi.
Quando la narrazione non consiste nell'invio di lettere ai genitori per chiedere aiuto o semplicemente consiglio, queste vengono alternate con un diario. Se le memorie di Robinson Crusoe o di Moll Flanders sono chiaramente pubbliche, qui si entra nella sfera privata e retrospettiva della protagonista.
Il lungo processo con cui Pamela conquista la sua ricompensa può farla apparire come una fredda calcolatrice, un'arrampicatrice sociale: per lei infatti, il comportamento retto è un mezzo per raggiungere il successo e non il risultato dei suoi valori. In più la narrazione è carica di frustrazione sessuale e di tensioni tra padrone e serva, uomo e donna. La borghesia puritana si lascia eccitare dal fascino proibito della sensualità mentre le classi meno abbienti sfiorano il sogno di entrare a far parte del mondo borghese, immedesimandosi nella domestica che sposa il padrone. Mr B. se dapprima viene descritto come un molestatore, diviene poi invece marito e padre esemplare.
Tutta l'opera mostra l'interesse per l'indipendenza che l'individuo può raggiungere grazie al proprio lavoro.
La grande fama di Pamela è testimoniata dalle numerose parodie, tra le quali va ricordata la più graffiante, e quasi inscindibile dall'originale, quella scritta da Henry Fielding col titolo di "Shamela" (pubblicata anonima nel 1741), inoltre dall'immediata traduzione in francese e dal fatto che fu messa all'Indice dalla Chiesa.
Clarissa (Clarissa: Or the History of a Young Lady, 1748) vanta una struttura narrativa complessa ma impeccabile: oltre ai quattro narratori epistolari principali, Clarissa Harlowe, la sua amica Anna, Lovelace e il suo amico John, compaiono una miriade di corrispondenti minori o autori di biglietti. L'opera polifonica sfrutta quindi a pieno le potenzialità narrative della pluralità di punti di vista e si fonda su una cronologia attentamente studiata.
Il romanzo comincia con la notizia di un duello tra Lovelace e il fratello di Clarissa, proseguendo poi con la narrazione di Anna in merito alle sue vicende private, che si protrae per alcuni mesi seguendo il ciclo delle stagioni. In primavera Clarissa è costretta a fuggire per evitare un matrimonio sgradito; in una notte di giugno viene drogata e violentata da Lovelace, il suo presunto salvatore. In settembre la ragazza muore e poco prima dell'inverno il romanzo si conclude circolarmente con un altro duello, stavolta fatale per Lovelace.
Gli Harlowe sono degli affermati proprietari terrieri, da poco in contatto con l'ambiente londinese. Il marito che viene proposto a Clarissa, è fisicamente ributtante ma è ricco. Le questioni economiche e le ambizioni sociali sono infatti le ragioni per cui la protagonista viene pian piano allontanata dalla famiglia.
La ragazza però reagisce riaffermando la sua superiorità morale, apparendo dunque come un modello di buon senso e coscienziosità. È la prima eroina borghese, la prima protestante proposta come esempio ai lettori (la sua è una perfetta morte cristiana, dato che scopre il significato delle sue sofferenze) ed è, quindi, il prototipo femminile che diverrà in breve tempo un modello per i romanzi gotici: la vergine perseguitata. Lovelace, incarnazione dell'antagonista, è il discendente diretto della commedia della Restaurazione (commedia: clima libertino; tragedia: vita politica).
L'intento, apertamente moralistico, è quello di mettere in guardia da un lato la categoria dei genitori dall'abuso della loro autorità sui figli, dall'altro le ragazze per bene dai malintenzionati. In entrambi i romanzi di Richardson troviamo quindi un persecutore, ma, mentre Pamela ha un lieto fine, Clarissa e il suo amante muoiono. Anche la modalità narrativa e le tematiche sono simili ma qui vengono adattate alle classi più elevate.
Lo scrittore mette inoltre in luce il concetto, pre-freudiano, di come repulsione e attrazione non siano in realtà poli completamente opposti. Sebbene Lovelace violi i sentimenti di Clarissa come fa col suo corpo, le lettere successive allo stupro mostrano una donna traumatizzata e in forte stato confusionale, che cerca di dare un senso all'accaduto ricorrendo ad aneddoti e favole. Richardson ricorre abilmente a numerosi espedienti tipografici, come trattini, asterischi, stacchi per mostrare il turbamento interiore di Clarissa. Anche quando John viene a conoscenza delle ultime ore dell'eroina e delle sue parole misericordiose, l'intensità delle sue emozioni viene resa tramite sospensioni e frasi interrotte.
Anche Clarissa sarà tradotta in francese dall'abate Antoine François Prévost, altre traduzioni in tedesco e olandese e più tardi l'ammirazione di letterati illustri come Diderot e Rousseau.
Sir Charles Grandison (1753) è il terzo romanzo epistolare di Richardson. Il suo principale difetto è l'eccessivo moralismo del protagonista, di cui l'autore narra la storia per richiesta di alcuni amici. Grandison salva una donna dal tentativo di rapimento dell'ennesimo libertino e la donna in cambio lo libera dalle complicazioni sentimentali del rapporto con una nobildonna italiana, quindi cattolica. Il romanzo ha comunque un ritmo relativamente rapido e può essere ben visto come una commedia di costume.

## Opere
- Pamela, o la virtù premiata, 1740.
- Pamela II, 1741.
- Clarissa, 1748.
- Sir Charles Grandison, 1753.